# Skolgatan, Hjo
Skolgatan är en gata, som går åt söder från Sandtorget i centrala Hjo. Den har namn efter Hjos folkskola, som under andra hälften av 1800-talet flyttade från hörnet Sjögatan/Långgatan till hörnet Sjögatan/Skolgatan, och 1910 in i ett nyuppfört stort folkskolehus längre ned på Skolgatan.
Skolgatans norra ända var tidigare en kvarterslång gränd från Sandtorget vid stadens södra gräns med förbindelse till ängsmark utanför staden. Den finns utmärkt som gränd på 1756 års stadskarta. Skolgatan lades ut omkring sekelskiftet 1800/1900. Den har karaktär av blandad villa-, egnahems-, institutions- och småindustribebyggelse från perioden mellan 1890 och 1930.
Skolgatan sträcker sig söderut till Idrottsgatan, med Guldkrokshallen och Guldkrovsvallen.

## Byggnader
| Namn                                | Adress                     | Kvarter           | Beskrivning | Koordinater                                           | Bild |  |
| ----------------------------------- | -------------------------- | ----------------- | --- | ----------------------------------------------------- | ---- |  |
| Vallgården                          | Sjögatan 15 Skolgatan 3A–C | Vallgården        | Servicehuset Vallgården, som byggdes på 1960-talet. På tomten i hörnet Sjögatan/Skolgatan låg från 1860-talet Hjo småskola, som flyttat dit från hörnet Sjögatan/Långgatan.         | 58°18′02.6″N 14°17′07.4″Ö / 58.300722°N 14.285389°Ö   |      |  |
|                                     | Sjögatan 15                | Gamla Rådhuset 1  | Bostadshus med ursprunglig exteriör från 1870-talet | 58°18′3.2″N 14°17′05.9″Ö / 58.300889°N 14.284972°Ö;   |      |  |
|                                     | Skolgatan 2                | Gamla Rådhuset 10 | Bostadshus med ursprunglig exteriör från 1870-talet | 58°18′02.5″N 14°17′04.2″Ö / 58.300694°N 14.284500°Ö;  |      |  |
|                                     | Skolgatan 4                | Gamla Rådhuset 13 | Bostadshus från omkring 1850 i två våningar. | 58°18′01.4″N 14°17′02.9″Ö / 58.300389°N 14.284139°Ö   |      |  |
| Hovslagaregårdens före detta smedja | Skolgatan 6A               | Gamla Rådhuset 16 | Hovslagaregårdens före detta smedja uppfördes 1913 i rött tegel, numera bostad. | 58°18′01.00″N 14°17′01.5″Ö / 58.3002778°N 14.283750°Ö |      |  |
| Hovslagaregården                    | Skolgatan 6B               | Gamla Rådhuset 14 | Bostadshus från 1800-talet. Dess gamla huvudbyggnad utgörs av ett vinkelbyggt bostadshus, den äldsta delen är från före 1871. Vinkeln mot söder tillbyggdes troligen på 1890-talet. | 58°18′00.3″N 14°17′00.7″Ö / 58.300083°N 14.283528°Ö   |      |  |
| Johanssons Vagnsfjäderfabrik        | Repslagargatan 6           | Vallgården 5      | Johanssons vagnsfjäderfabrik byggdes 1913 i en våning i rött tegel. Byggnaden är renoverad i sen tid och ansluten till yngre entrébyggnad i glas och stål.                          | 58°18′00″N 14°17′04.2″Ö / 58.30000°N 14.284500°Ö      |      |  |
|                                     | Skolgatan 8                | Gamla Rådhuset 15 | Villa uppförd 1927. | 58°17′59.8″N 14°16′59.5″Ö / 58.299944°N 14.283194°Ö   |      |  |
|                                     | Skolgatan 9                | Skonaren 1        | Villa från 1924, ritad av Jacob J:son Gate. | 58°17′59.5″N 14°17′01.2″Ö / 58.299861°N 14.283667°Ö   |      |  |
| Guldkroksskolan                     | Gärdhemsvägen 20           | Folkskolan 1      | Tvåvånings skolbyggnad från 1950 som centralskola, efter ritningar av Vilhelm Andersson.                                                                                            | 58°17′58.7″N 14°16′55.6″Ö / 58.299639°N 14.282111°Ö}  |      |  |
| Hjo folkskola                       | Hamngatan 10               | Folkskolan 2      | Hjo folkskolas byggnad från 1910, ritad av Lars Kellman | 58°17′56.3″N 14°16′52.5″Ö / 58.298972°N 14.281250°Ö   |      |  |
|                                     | Skolgatan 11               | Skonaren 2        | Vinkelbyggt bostadshus uppfört 1904 i två våningar. | 58°17′59.1″N 14°16′59.1″Ö / 58.299750°N 14.283083°Ö   |      |  |
|                                     | Skolgatan 12               | Folkskolan 11:1   | Bostadshus | 58°17′53.5″N 14°16′48.5″Ö / 58.298194°N 14.280139°Ö   |      |  |
| Ordenshuset Guldkrokens Ros         | Skolgatan 13               | Briggen 9         | Byggnaden är en envånings träbyggnad, uppförd 1891 som ordenslokal till Godtemplarordens lokala nykterhetslogen Guldkrokens Ros.                                                    | 58°17′58″N 14°16′59″Ö / 58.29944°N 14.28306°Ö         |      |  |
|                                     | Skolgatan 14               | Folkskolan 11:2   | Bostadshus | 58°17′52.8″N 14°16′48.4″Ö / 58.298000°N 14.280111°Ö   |      |  |
|                                     | Skolgatan 15               | Briggen 1         | Flerbostadsvilla i två våningar från 1947, ritad av Erik Pettersson. | 58°17′57.3″N 14°16′56.7″Ö / 58.299250°N 14.282417°Ö}  |      |  |
| Handelsträdgård                     | Bakom Skolgatan 19         | Söder 3:26        | I tomtgräns innanför handelsträdgården ligger en grupp av små byggnader, troligen främst från 1920–1940-talen med ursprung som drivhus, magasin, uthus, verkstad och brygghus.      | 58°17′52″N 14°16′54″Ö / 58.29778°N 14.28167°Ö         |      |  |
|                                     | Skolgatan 17               | Fregatten 16      | Litet bostadshus från 1919–1920 i en våning. | 58°17′56″N 14°16′55.2″Ö / 58.29889°N 14.282000°Ö      |      |  |
|                                     | Skolgatan 19               | Fregatten 14      | Bostadshus | 58°17′54″N 14°16′54″Ö / 58.29833°N 14.28167°Ö         |      |  |
| Vegaholm                            | Skolgatan 21               | Skutan 12         | Stor villa från 1914 med indraget läge i stor villaträdgård. | 58°17′53″N 14°16′51″Ö / 58.29806°N 14.28083°Ö         |      |  |
|                                     | Skolgatan 23               | Galeasen 1        | Vinkelbyggd villa från 1900-talets början. | 58°17′52″N 14°16′50″Ö / 58.29778°N 14.28056°Ö         |      |  |